# Tenuipalpoides dorychaeta
Tenuipalpoides dorychaeta är en spindeldjursart som beskrevs av Pritchard och Baker 1955. Tenuipalpoides dorychaeta ingår i släktet Tenuipalpoides och familjen Tetranychidae. Inga underarter finns listade i Catalogue of Life.